# 개릿 딜라헌트
개릿 딜라헌트(Garret Dillahunt, 1964년 11월 25일 ~ )는 미국의 배우이다.

## 출연 작품

### 영화
- 비겁한 로버트 포드의 제시 제임스 암살 (2007)
- 노인을 위한 나라는 없다 (2007)
- 윈터스 본 (2010) - 배스킨 보안관 역
- 루퍼 (2012)
- 노예 12년 (2013)
- 버닝 브라이트 (2010) - 조니 개버노 역
- Oliver Sherman (2010)
- 아미고 (2010, Amigo)
- 아미 오브 더 데드 (2021) - 마틴 역
- 가재가 노래하는 곳 (2022) - "파" 잭슨 클라크, 카이아의 아빠 역
- 어 밀리언 마일즈 어웨이 (2023) - 프레드릭 W. 스터코 역

### 텔레비전
- 데드우드 (2004-05)
- ER (2005-06)
- The 4400 (2005-06)
- 터미네이터: 사라 코너 연대기 (2008-09)
- 번 노티스 (2010-13)
- 레이징 호프 (2010-14)
- 저스티파이드 (2015)
- 민디 프로젝트 (2015-17)
- 피어 더 워킹 데드 (2018-21)